# Rockbridge (Ohio)
Rockbridge é um lugar designado pelo censo localizado no condado de Hocking no estado estadounidense de Ohio. No Censo de 2010 tinha uma população de 182 habitantes e uma densidade populacional de 185,9 pessoas por km².

## Geografia
Rockbridge encontra-se localizado nas coordenadas 39° 35′ 10″ N, 82° 31′ 34″ O. Segundo o Departamento do Censo dos Estados Unidos, Rockbridge tem uma superfície total de 0.98 km², da qual 0.98 km² correspondem a terra firme e (0%) 0 km² é água.

## Demografia
Segundo o censo de 2010, tinha 182 pessoas residindo em Rockbridge. A densidade populacional era de 185,9 hab./km². Dos 182 habitantes, Rockbridge estava composto pelo 97.8% brancos, 0% eram afroamericanos, 0% eram amerindios, 0% eram asiáticos, 0% eram insulares do Pacífico, 0% eram de outras raças e o 2.2% pertenciam a duas ou mais raças. Do total da população 0% eram hispanos ou latinos de qualquer raça.